# IC 3190
IC 3190 је појединачна звијезда у сазвјежђу Дјевица која се налази на листи објеката дубоког неба у Индекс каталогу.
Деклинација објекта је + 9° 34' 12" а ректасцензија 12h 21m 2,4s.